# Rudi Strobel
Rudi Strobel (ur. 24 listopada 1928 w Altenhain, zm. 22 kwietnia 2016) – niemiecki działacz komunistyczny, funkcjonariusz Stasi, generał major.

## Życiorys
Urodził się w rodzinie robotniczej. Po ukończeniu szkoły podstawowej w 1943 wstąpił do szkoły handlowej, w 1944 został powołany do Reichsarbeitsdienstu. Po kapitulacji III Rzeszy pracował jako robotnik, w 1945 wstąpił do KPD, od 1947 pracował w strukturach Wolnej Młodzieży Niemieckiej. Od 1948 był funkcjonariuszem Volkspolizei, początkowo w policji granicznej (Grenzpolizei), następnie policji prewencyjnej (Bereitschaftspolizei). W 1950 przeszedł do Głównego Zarządu Przysposobienia Bojowego MBP NRD. Od 1951 pracował w centrali MBP NRD jako funkcjonariusz Głównego Wydziału I, później pracownik techniczny szkoły MBP NRD w Poczdamie, a od 1954 w Głównym Wydziale II (kontrwywiad). Od 1959 do 1962 był szefem Głównego Wydziału II MBP NRD, 1962-1965 naczelnikiem Grupy Operacyjnej „Moskwa” MBP NRD, a od października 1965 do listopada 1989 szefem Wydziału „M” MBP NRD. Jednocześnie 1970-1971 i 1973-1977 zaocznie studiował w Wyższej Prawniczej Szkole MBP w Poczdamie. W 1980 został odznaczony Złotym Orderem Zasługi dla Ojczyzny.

## Awanse
- podpułkownik (październik 1969)
- pułkownik (październik 1974)
- generał major (luty 1985)